# 스푀러 극소기
스푀러 극소기(Spörer Minimum)는 1460년부터 1550년까지 대략 90년 동안 있었던 태양 극소기이다. 이 극소기는 1976년 존 A. 에디가 사이언스지에 실은 "The Maunder Minimum"를 통해 처음으로 알려졌다. 이 극소기는 흑점을 직접적으로 관찰하기 전에 일어난 극소기로, 태양 활동과 밀접한 연관이 있는 나무 나이테의 탄소-14 비율을 통해 알아낸 것이다. 이 극소기의 이름은 독일의 천문학자 구스타프 스푀러의 이름을 따서 지어졌다.

## 태양 활동의 역사
| 사건          | 시작 | 끝   |
| ------------- | ---- | ---- |
| 오르트 극소기 | 1010 | 1050 |
| 오르트 극소기 | 1040 | 1080 |
| 중세 극대기   | 1100 | 1250 |
| 울프 극소기   | 1280 | 1350 |
| 스푀러 극소기 | 1460 | 1550 |
| 마운더 극소기 | 1645 | 1715 |
| 댈튼 극소기   | 1790 | 1820 |
| 현대 극대기   | 1950 | 현재 |

탄소 비율을 통해 알아낸 태양 극대/극소기 활동 그래프. 1950년 이후는 표시되어 있지 않다.

태양 활동은 보통 흑점 수를 가지고 극대와 극소를 따지지만, 이 방법은 근대적 흑점 관측 이후 천문학자들이 일상적으로 흑점 수를 관측하기 시작한 이후 기간서부터 신뢰할 수 있다. 태양 흑점 수를 기록하기 이전에는 태양 활동을 프록시 데이터를 이용하여 추측했다. 이에 대한 대표적인 방법은 태양 활동으로 조절되는 우주선과 지구 원소의 상호작용으로 생기는 대기상의 방사능 동위 원소 측정이다. 스푀러가 태양 활동을 알아내기 위해 사용한 방법은 탄소-14를 이용한 방법으로, 태양 활동이 셀수록 대기 중 탄소-14가 적다는 점을 이용하여 간접적인 방법으로 태양 활동을 추측했다.
윌프레드 스푀러는 스푀러 극소기 기간 동안의 오로라 관측 기록을 토대로 태양 주기는 그대로 이루어졌음을 보여주는 표를 공개했다. 미야하라 등의 연구팀은 극소기 기간 동안 탄소-14 분포가 적긴 했으나 11년간의 태양 주기에 따라서 오르내림은 여전히 보여준다는 사실을 밝혔다. 11년 주기의 태양 주기는 1455년부터 1510년 동안만 살짝 변동이 온 것으로 보인다.
장과 쉬에의 연구에서는 중국의 흑점 및 오로라 관측 기록을 통하여 1450년-1560년 기간이 가장 극소기였던 시점이라고 주장했다. 이들은 흑점이 최소였던 시기가 1400-1510년이라고 주장했다.

## 기후 변화와의 연관성
이후의 마운더 극소기과 같이 스푀러 극소기와 지구 평균 기온이 약간 낮았던 시기는 대략 비슷했다. 이 상관관계로 태양 활동의 저하는 지구 온도 감소와 연관이 있다는 가설이 세워졌으나 스푀러 극소기보다 좀 앞선 1430년-1520년엔 중국이 평균보다 추웠으나 오히려 1520-1620년(극소기 후반)은 평균보다 더 따뜻했다고 발표했다.
태양 활동이 기후 변화에 영향을 주는 정확한 매커니즘은 밝혀지지 않았으나 한 이론에서는 북극진동이나 북대서양 진동이 태양 활동에 영향을 주어 지구 온도에 영향을 준다고 설명하고 있다.